# Casas de Fernando Alonso
Casas de Fernando Alonso è un comune spagnolo di 1 311 abitanti situato nella comunità autonoma di Castiglia-La Mancia.